# Heilig Hartkerk (Antwerpen)
Dit overzicht is mogelijk incompleet; u kunt helpen door het uit te breiden.

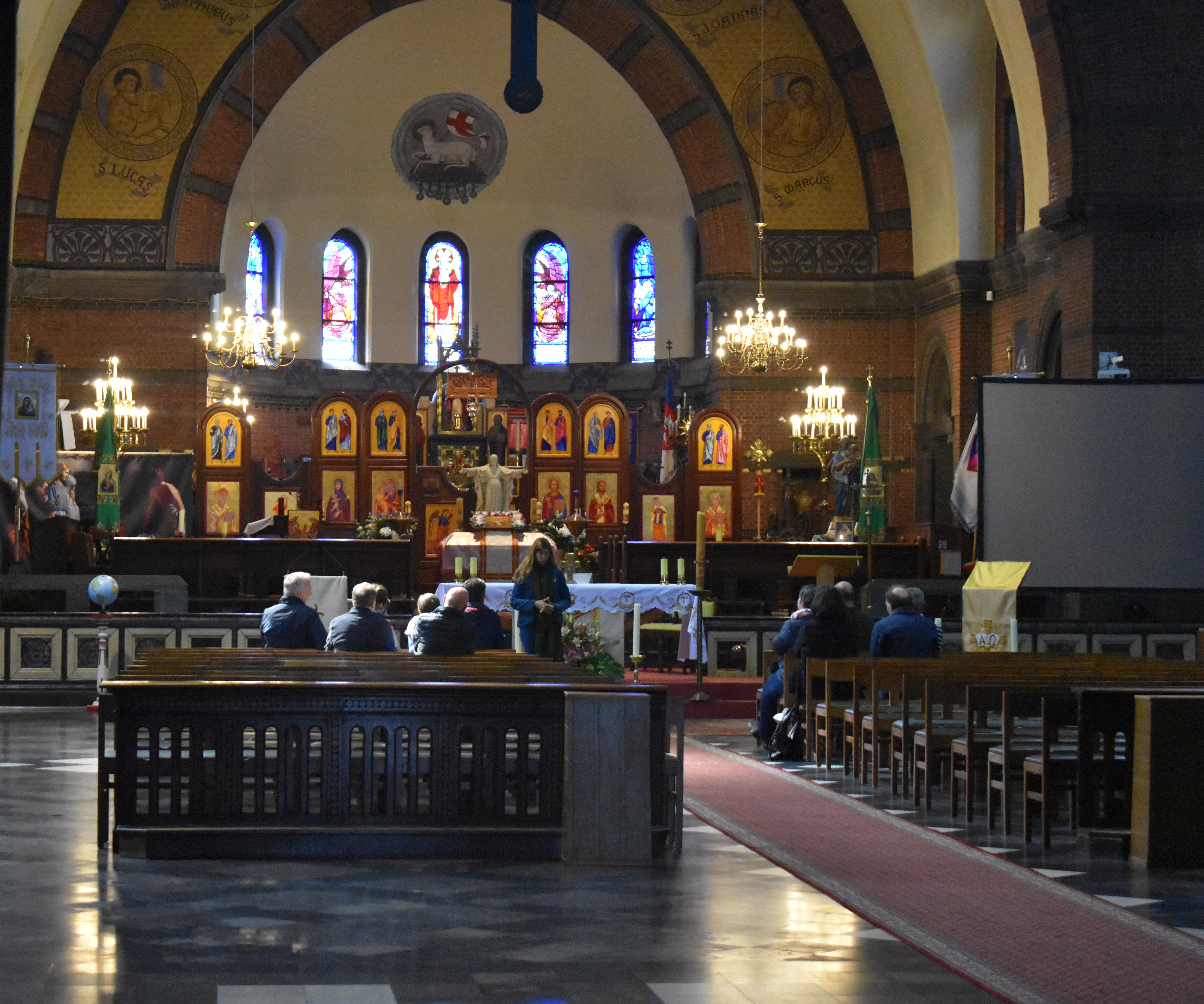
Heilig Hartkerk: interieur

De Heilig Hartkerk is een parochiekerk in de stad Antwerpen, gelegen aan Lange Beeldekensstraat 22.

## Geschiedenis
In 1900 werd de Heilig Hartparochie opgericht. Een voorlopige kerk werd gebouwd naar ontwerp van Jules Bilmeyer. Een definitieve kerk werd, naar ontwerp van Emile Goethals, gebouwd van 1933-1934.

## Gebouw
Het gebouw dat, afgezien van de voorgevel die uitkomt op een voorpleintje, geheel door panden is omringd, is naar het zuiden georiënteerd. De kerk is in neoromaanse stijl gebouwd. De voorgevel is een puntgevel, voorzien van een ingangspartij onder lessenaardak die drie naast elkaar gelegen portalen heeft.
Ook aan het ontwerp van het kerkmeubilair heeft Goethals een groot aandeel gehad.